# 桑田直樹
桑田 直樹（くわた なおき、1999年9月15日 - ）は、日本の男性声優。千葉県出身。81プロデュース所属。

## 略歴
テレビアニメ『ソードアート・オンライン』がきっかけで職業としての声優を知ったという。
2016年の第10回81オーディションの本選出場歴がある。2019年4月1日より81プロデュースに所属。
『カードファイト!! ヴァンガード』の黒服役でアニメ初出演。

## 人物
趣味・特技としてベース、カードゲーム、ドッジボールをそれぞれ挙げている。
「仮面ライダーシリーズ」が好きで、特に好きな作品に『仮面ライダー555』を挙げている。

## 出演
太字はメインキャラクター。

### テレビアニメ
2019年
- カードファイト!! ヴァンガード（2019年 - 2020年、黒服、フロアリーダーA / フロアリーダー、ギャラリーB、花屋、忍獣 チガスミ 他） - 2シリーズ

2020年
- ブレーカーズ（井上）
- アルゴナビス from BanG Dream!（街の人、観客）
- メジャーセカンド（原、中森、横浜シニア選手、埼京選手A）
- 池袋ウエストゲートパーク（戸田橋デストロイヤーZ1）

2021年
- IDOLY PRIDE（先輩委員、観客C、男性記者B）
- 2.43 清陰高校男子バレー部（福蜂部員）
- アイ★チュウ（スタッフ）
- シャドーハウス
- ひげを剃る。そして女子高生を拾う。（他の客）
- 不滅のあなたへ
- アイドリッシュセブン Third BEAT!（男性）
- 古見さんは、コミュ症です。（2021年 - 2022年、男子生徒1、男子生徒2、男性、男性2、前田・ジュクジョスキー・星雄 他） - 2シリーズ
- ワッチャプリマジ!（助手）

2022年
- 乙女ゲー世界はモブに厳しい世界です（ガヤ）
- うたわれるもの 二人の白皇（イズルハ兵、シャッホロ兵）
- デュエル・マスターズ WIN（2022年 - 2024年、ハンマ＝ダンマ、男子生徒A、衛兵〈光〉、若き大長老 アプル） - 2シリーズ

2023年
- HIGH CARD（衛兵、警官、先輩刑事、警備員）
- カードファイト!! ヴァンガード will+Dress（ユースメンバー）
- 青のオーケストラ（記者）

2024年
- 夜のクラゲは泳げない（SNSの声）
- 女神のカフェテラス（男性客）

### 劇場アニメ
- 思い、思われ、ふり、ふられ（2020年）

### OVA
- ストライク・ザ・ブラッド IV（2020年、生徒）

### Webアニメ
- みにヴぁん ら〜じ（2021年、バイトたち、客2）

### ゲーム
- グランドサマナーズ（2019年、サク[10]）
- ファイナルファンタジーVII リメイク（2020年）[11]
- クロスクロニクル（2020年、テオ[12]）
- キャプテン翼 RISE OF NEW CHAMPIONS（2020年、プレイヤーキャラクター）
- 幻獣契約クリプトラクト（2022年、パーヴェル）

### デジタルコミック
- 陽だまりのアスファルト〜姐さん、はじめました〜（2020年、若頭スミレ[13]）
- 同級生と恋する方法（2020年、平野葵[14]）
- 青のアイリス（2021年、明日葉克樹[15]）
- キング様のいちばん星（2021年、男子A[16]）
- キュンとして、山上くん!（2023年、茶髪）[17]

### オーディオブック
- ハル遠カラジ（2020年、ツァディック、トブヴェラ、上官A、男役）
- リベンジャーズ・ハイ[18]（2020年、シーリオ・ナハト）
- 多分そいつ、今ごろパフェとか食ってるよ。（2020年）[19]
- ヒイラギエイク（2021年、朗読、萩原出海[20][21]）
- ケモノガリ（2021年、館山、ハリウッド・スター 他[22]）
- 北海道の現役ハンターが異世界に放り込まれてみた（2022年、ニートン 他[23]）
- GJ部中等部（2022年、ジンジン[23]）
- 現実でラブコメできないとだれが決めた?（2024年、大森朝陽ほか[24]）

### ドラマCD
- THE IDOLM@STER MILLION THE@TER WAVE 04・14・17（2019年 - 2021年、スタッフ〈男性〉、参加者、駅前のラッパー） - 3作品

### シリーズ一覧
1. ↑  新右衛門編（2019年 - 2020年）、『外伝 イフ-if-』（2020年）
2. ↑  第1期（2021年）、第2期（2022年）
3. ↑  第1期（2022年 - 2023年）、第2期『決闘学園編』（2023年 - 2024年）